# Zalabér
Zalabér là một thị trấn thuộc hạt Zala, Hungary. Thị trấn này có diện tích 12,78 km², dân số năm 2010 là 730 người, mật độ 57 người/km².